# Picacharops brevithorax
Picacharops brevithorax là một loài tò vò trong họ Ichneumonidae.